# Brejinho (Rio Grande do Norte)
Brejinho is een gemeente in de Braziliaanse deelstaat Rio Grande do Norte. De gemeente telt 11.585 inwoners (schatting 2009).
passagem